# Deportes militares
Los deportes militares son los deportes practicados principalmente por militares, sujetos a competiciones internacionales, con un objetivo relacionado con el entrenamiento físico de los militares, la preparación para el combate, la habilidad, la dureza, el desarrollo de las cualidades físicas del militar y la mejora de la competencia profesional basada en las diferentes áreas de la acción militar: tierra, mar y aire.

## Historia
Desde la fundación del Consejo Internacional de Deportes Militares en 1948, el propósito de esta organización fue estructurar un conjunto de pruebas que se adaptan y sirven de entrenamiento para las diferentes ramas de las fuerzas armadas.

## Deportes
| - Atletismo, Maratón y Campo a través (carrera de velocidad, carrera de vallas, carrera de obstáculos, carrera de relevos, salto de altura, salto de longitud, triple salto, salto con pértiga, lanzamiento de peso, lanzamiento de disco. lanzamiento de jabalina, lanzamiento de martillo, decatlón y maratón) - Baloncesto - Boxeo - Ciclismo (ciclismo en ruta, ciclismo de montaña, ciclismo en pista, ciclocrós y ciclismo adaptado) - Esgrima (florete, espada y sable) - Esquí (biatlón, esquí de fondo, eslalon gigante, eslalon, orientación en esquí y esquí de travesía) - Fútbol - Golf - Hípica (salto ecuestre, concurso completo, doma clásica y enduro ecuestre) - Judo - Lucha (lucha libre olímpica y lucha grecorromana) - Natación y Salvamento | - Orientación - Pentatlón aeronáutico (tiro deportivo, natación utilitaria, esgrima, recorrido de obstáculos y orientación) - Pentatlón militar (tiro deportivo, recorrido de obstáculos, natación utilitaria, lanzamiento de granadas y campo a través) - Pentatlón moderno (esgrima, natación, equitación, tiro deportivo y campo a través) - Pentatlón naval (recorrido de obstáculos, natación de salvamento, natación utilitaria, náutica y campo a través anfibio) - Paracaidismo (aterrizaje de precisión, estilo en caída libre y formación en caída libre) - Tiro deportivo (fusil, pistola y escopeta) - Taekwondo - Triathlón (natación, ciclismo y carrera de velocidad) - Vela - Voleibol - Voleibol de playa |

- Datos: Q6857865
- Multimedia: Military sports / Q6857865